# Andreas Kutsche
Andreas Kutsche (* 1977 in Dresden) ist ein deutscher Politiker (BSW, zuvor Die Linke). Seit 2024 ist er Mitglied des Brandenburger Landtags und stellvertretender Landesvorsitzender des BSW Brandenburg. 

## Leben und Beruf
Kutsche ist gelernter Spezialhochbaufacharbeiter und examinierter Krankenpfleger. Er ist zudem Betriebs- und Aufsichtsrat im Universitätsklinikum Brandenburg an der Havel. 

## Politik
Andreas Kutsche war bis Ende 2023 Mitglied der Partei Die Linke. Zwischen 2017 und 2019 war er Co-Parteivorsitzender in Brandenburg an der Havel. Ab 2019 führte er die Linksfraktion im Stadtrat. 2023 trat er aus der Linken aus und trat Ende Januar 2024 in die Partei Bündnis Sahra Wagenknecht-Vernunft und Gerechtigkeit ein. Bei der Kommunalwahl 2024 trat er für das BSW-nahe Wahlbündnis BFVG an und wurde erneut in den Stadtrat gewählt.
Erst nach der Kommunalwahl wurde er im neu gegründeten Bündnis Sahra Wagenknecht zum stellvertretenden Landesvorsitzenden des BSW Brandenburg gewählt. Bei der Landtagswahl 2024 belegte er den zehnten Platz der BSW-Landesliste und wurde somit in den 8. Brandenburger Landtag gewählt.